# Vitez (Equites)
Vitezi ali latinsko equites (dobesedno konjeniki ali jahalci konjev), so predstavljali drugi od družbenih razredov v premoženjskih razredov starega Rima, pod senatorskim razredom, vendar nad plebejci. Član konjeniškega reda je bil znan kot eques, oz. vitez.
Prvotno so to bili premožnejši prebivalci, kateri so si lahko privoščili dražjo opremo in konja v času vojne. V času pozne Republike in Rimskega cesarstva so skupaj s senatorskim razredom upravljali z imperijem.
| Razred                    | Ocena premoženja (drachmae: denarij po 211 pr. n. št.) | Število glasov na volilni skupščini | Vojaška obveznost                 |
| Aristokrati               | Aristokrati                                            | Aristokrati                         | Aristokrati                       |
| ------------------------- | ------------------------------------------------------ | ----------------------------------- | --------------------------------- |
| Patricii (patriciji)      | n.a. (dedno)                                           | 6                                   | Oficirji in legionarska konjenica |
| Equites (vitezi)          | dedno/preko 25.000?*                                   | 12                                  | Oficirji in legionarska konjenica |
| Plebejci                  |                                                        |                                     |                                   |
| Prvi razred               | 10.000–25.000?                                         | 80                                  | Legionarska konjenica             |
| Drugi razred              | 7.500–10.000                                           | 20                                  | Legionarska pehota                |
| Tretji razred             | 5.000–7.500                                            | 20                                  | Legionarska pehota                |
| Četrti razred             | 2.500–5.000                                            | 20                                  | Legionarska pehota                |
| Peti razred               | 400 (ali 1.100)–2.500                                  | 30                                  | Legionarska pehota (veliti)       |
| Proletarii (capite censi) | Pod 400 (ali 1.100)                                    | 1                                   | Flota (veslači)                   |